# Sudáfrica en los Juegos Paralímpicos de Atenas 2004
Sudáfrica estuvo representada en los Juegos Paralímpicos de Atenas 2004 por un total de 51 deportistas, 31 hombres y 20 mujeres.

## Medallistas
El equipo paralímpico sudafricano obtuvo las siguientes medallas:
| Nombre             | Deporte          | Evento                                      |
| ------------------ | ---------------- | ------------------------------------------- |
| Oro                |                  |                                             |
| Zanele Situ        | Atletismo        | Jabalina F54/55 femenino                    |
| Teboho Mokgalagadi | Atletismo        | 100 m T35 masculino                         |
| Teboho Mokgalagadi | Atletismo        | 200 m T35 masculino                         |
| Fanie Lombaard     | Atletismo        | Disco F42 masculino                         |
| Fanie Lombaard     | Atletismo        | Peso F42 masculino                          |
| Nicholas Newman    | Atletismo        | Jabalina F36/38 masculino                   |
| Michael Louwrens   | Atletismo        | Peso F57 masculino                          |
| Oscar Pistorius    | Atletismo        | 200 m T44 masculino                         |
| Malcolm Pringle    | Atletismo        | 800 m T38 masculino                         |
| Natalie du Toit    | Natación         | 50 m libre S9 femenino                      |
| Natalie du Toit    | Natación         | 100 m libre S9 femenino                     |
| Natalie du Toit    | Natación         | 400 m libre S9 femenino                     |
| Natalie du Toit    | Natación         | 100 m mariposa S9 femenino                  |
| Natalie du Toit    | Natación         | 200 m estilos SM9 femenino                  |
| Tadhg Slattery     | Natación         | 100 m braza SB5 masculino                   |
| Plata              |                  |                                             |
| Ernst van Dyk      | Atletismo        | 800 m T54 masculino                         |
| Ernst van Dyk      | Atletismo        | 1500 m T54 masculino                        |
| Nathan Meyer       | Atletismo        | 200 m T13 masculino                         |
| Malcolm Pringle    | Atletismo        | 400 m T38 masculino                         |
| Fabian Michaels    | Atletismo        | Jabalina F35 masculino                      |
| Fanie Lombaard     | Atletismo        | Jabalina F42 masculino                      |
| Hilton Langenhoven | Atletismo        | Salto de longitud F12 masculino             |
| Philippa Johnson   | Hípica           | Doma individual grado IV mixto              |
| Philippa Johnson   | Hípica           | Doma individual estilo libre grado IV mixto |
| Natalie du Toit    | Natación         | 100 m espalda S9 femenino                   |
| Scott Field        | Natación         | 100 m mariposa S13 masculino                |
| Scott Field        | Natación         | 100 m libre S13 masculino                   |
| Scott Field        | Natación         | 400 m libre S13 masculino                   |
| Bronce             |                  |                                             |
| Ilse Hayes         | Atletismo        | 400 m T13 femenino                          |
| Beverly Mashinini  | Atletismo        | Jabalina F35-38 femenino                    |
| Oscar Pistorius    | Atletismo        | 100 m T44 masculino                         |
| Ernst van Dyk      | Atletismo        | 5000 m T54 masculino                        |
| Duane Strydom      | Atletismo        | Disco F36 masculino                         |
| Adriaan Nel        | Ciclismo en ruta | Contrarreloj triciclo CP 1/2 masculino      |
| Scott Field        | Natación         | 50 m libre S13 masculino                    |